# Maison de Todor Kocić à Jelašnica
La maison de Todor Kocić à Jelašnica (en serbe cyrillique : Стара сеоска кућа Тодора Коцића у Јелашници ; en serbe latin : Stara seoska kuća Todora Kocića u Jelašnici) se trouve à Jelašnica, dans la municipalité de Niška Banja, sur le territoire de la ville de Niš et dans le district de Nišava, en Serbie. Elle est inscrite sur la liste des monuments culturels protégés de la république de Serbie (identifiant no SK 744),,.

## Présentation
La maison, située au centre du village, au bout de la route qui mène à la gorge de Jelašnica, a été construite en 1910 pour servir de résidence familiale à Nikola Damjanović ; en 1927, elle a été achetée par Todor Kocić. Elle constitue un exemple de l'architecture traditionnelle des Balkans (architecture dite « balkanique »).
De plan asymétrique, elle est constituée d'un rez-de-chaussée et d'un étage. Le rez-de-chaussée est construit en pierre, tandis que l'étage est construit selon la technique des colombages ; elle est recouverte d'un toit en tuiles de structure complexe. Deux doksats (sortes de terrasses-galeries) sont situés au nord et au nord-ouest de l'étage. L'ancien porche du rez-de-chaussée, sous le doksat ouest, a plus tard été fermé. Du côté sud-ouest, dans une partie de la maison, une petite cachette a été construite pendant la Seconde Guerre mondiale.
Les pièces de l'étage, disposées de manière asymétrique, étaient accessibles par un escalier extérieur en bois placé du côté ouest et par un autre escalier du côté nord.